# Grądy (województwo małopolskie)
Grądy – wieś w Polsce położona w województwie małopolskim, w powiecie dąbrowskim, w gminie Mędrzechów. Miejscowość położona jest w południowo-zachodniej części gminy. Wieś zajmuje powierzchnię 723 ha.

## Położenie
Grądy położone są w południowej Polsce, w północno-wschodniej części województwa małopolskiego. Miejscowość znajduje się w krainie geograficznej: Nizina Nadwiślańska w Kotlinie Sandomierskiej na Podkarpaciu Północnym w Regionie Karpackim. Kraina historyczna, na której położona jest wieś nazywana jest Powiślem Dąbrowskim.
Z Grądami sąsiadują wsie: Mędrzechów, Wólka Grądzka, Dąbrówki Breńskie, Bolesław, Świebodzin. Wsie te należą do trzech gmin: Gminy Mędrzechów, Gminy Olesno oraz Gminy Bolesław.
Południową granicę wsi wyznacza rów Żymanka, dopływ rzeki Żabnica.

## Środowisko naturalne
Na terenie wsi znajdują się lasy państwowe należące do Nadleśnictwa Dąbrowa Tarnowska oraz lasy prywatne. W lasach państwowych rośnie głównie świerk pospolity, natomiast w lasach prywatnych dominującymi gatunkami są: sosna, dąb, brzoza, topola.
Można spotkać różne gatunki zwierząt m.in.:
- ssaki: zając szarak, jeż, lis, borsuk, kuna leśna, tchórz zwyczajny, łasica, dzik, sarna.
- ptaki: bażant zwyczajny, jastrząb, kos zwyczajny
- płazy: zaskroniec zwyczajny, różne gatunki żab

Większość z występujących gatunków zwierząt należy do zwierzyny łownej, w związku z tym wieś znajduje się w obwodzie łowieckim nr 42, nad którym opiekę sprawuje Koło Łowieckie „Cyranka” Bolesław, należące do Polskiego Związku Łowieckiego.

## Toponimia
Etymologia nazwy wsi: „... Grądy, są to miejsca bardziej wyniosłe wśród mokradeł i błot, wybierane zwykle dla zakładanych nowych osad, które stąd otrzymały swą nazwę. ...”(opis podaje Bronisław Chlebowski SgKP tom II, s.801)
Pierwsza wzmianka o miejscowości pochodzi z 1388 roku w „Rachunkach dworu króla Władysława Jagiełły i królowej Jadwigi”.
Nazwy wsi używane w dokumentach historycznych: Grandi (1388), Grandy (1408), Grądi (1508), Gradi (1579), Grądy (1772), Grady (1775), Grondy (1797), Grędy (1881), Grzędy (1902).

### Bór grądzki

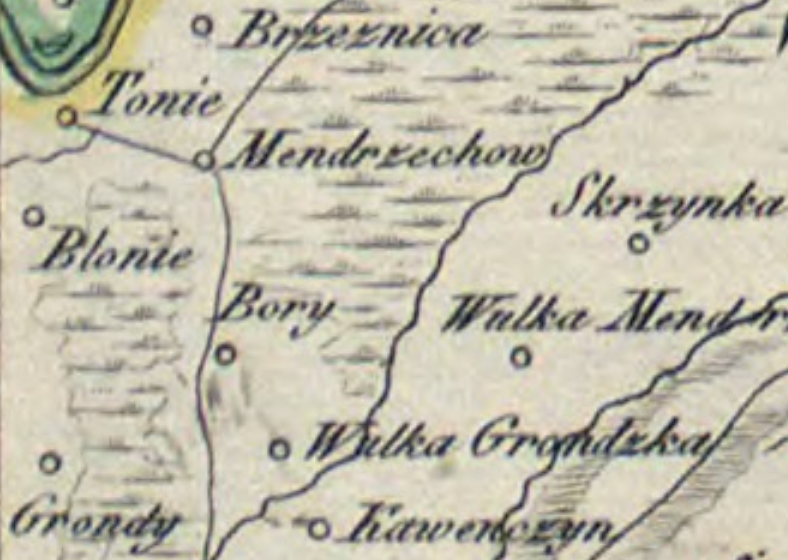
Fragment mapy Galicji Zachodniej z 1797 roku, na mapie zaznaczono wieś "Bory"

Pierwsza wzmianka dotycząca Boru Grądzkiego (Bory) pochodzi z 1579 roku. W Słowniku geograficznym Królestwa Polskiego wymieniony jest jako odrębna wieś „Bór”. W późniejszym okresie podawany jako część wsi Grądy. Prawdopodobnie część wsi Bory, Bór weszła też w skład Mędrzechowa i Wólki Grądzkiej.

## Historia

### Średniowiecze
W „Rachunkach dworu króla Władysława Jagiełły i królowej Jadwigi z lat 1388–1420”, w roku 1388 wspomniano, że we wsi Grądy (Grandi) prowadzono wyręb drewna na potrzeby wsi Senisławice daw. Sędzisławice (Sandzislauicze), w 1408 roku natomiast podano, że właścicielem wsi był Stanislao de Grandy.
W 1422 roku Jacobus Derslai de Grandy był studentem Uniwersytetu Krakowskiego.
Jan Długosz w Liber beneficiorum około 1470 r. pisał, że wieś Grądy (Grandi) należy do parafii św. Wojciecha w Bolesławiu. Wieś płaciła dziesięcinę biskupstwu krakowskiemu w wysokości 1 grzywny, a pleban z Bolesławia otrzymywał tzw. kolędę. Jako właściciela wsi Długosz wymienia Jana Wielowiejskiego herbu Półkozic.
W Aktach grodzkich i ziemskich z czasów Rzeczypospolitej Polskiej odnaleźć można informację, że w Lublinie dnia 29 Marca 1473 roku Jan z Lipin i Żyrzyna (Johannes Lipniczky «Wielowiejski» herbu Półkozic, którego wymienia w Liber beneficiorum Długosz), właściciel wsi: Żyrzyn, Borzyszczów, Niebrzegów i Pogonów, odstąpił te wsie Janowi z Gardzienic herbu Janina i jego synowi – Stanisławowi – z dopłatą 500 grzywien, w zamian za wsie: Bolesław, Grądy, Świebodzin, Brzeźnica (nieistniejąca współcześnie wieś) oraz 0,5 wsi Kanna z przewozem na Wiśle.

### XVI–XIX wiek

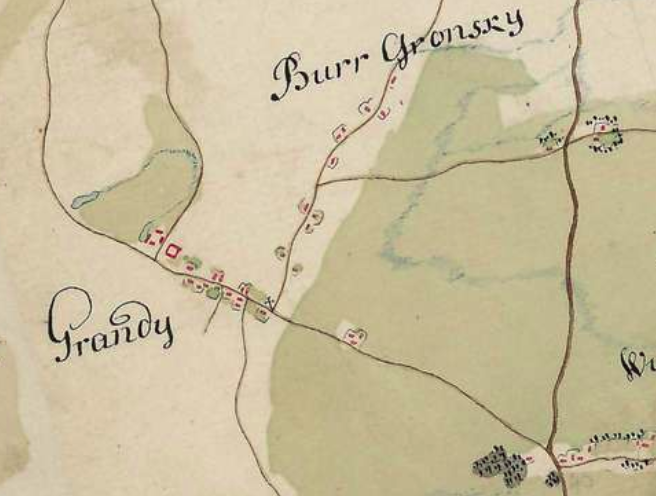
Grądy na mapie Galicji (Josephinische Landesaufnahme 1779-1783)

Właścicielami wsi w tym okresie byli:
- 1508: Mikołaj Ligęza z Bobrka[13]
- 1579: Teodor Ligęza[14]
- Ewa Sroczyńska (córka Samuela Głębockiego wojski brzesko-kujawski herbu Doliwa)[24]
- 1777: ks. Franciszek Ksawery Massalski;
- 1786: hr. Michał Stadnicki;
- 1799: Michał Raczyński;
- 1830: Franciszek Bukowski
- 1835: Michał Bukowski

W latach 1848–1851 majątek Grądy wchodził w skład masy spadkowej pozostawionej przez Michała Bukowskiego, zaś w 1855.r był własnością Marii i Franciszka Bukowskich. W 1857 wieś liczyła 483 mieszkańców.
Henryk Rogaliński dzierżawca majątku w Grądach brał udział w powstaniu styczniowym.
Właścicielem wsi w 1867 roku była Marya Magdalena Bukowska po mężu Rogalińska.
W 1873 roku wieś nawiedziła epidemia cholery, na skutek czego zmarły 42 osoby z Grądów, oraz 7 z pobliskiej Wólki Grądzkiej.
Według spisu powszechnego z 1880 roku, wieś Grądy z Borem liczyła 595 mieszkańców. Właścicielką wsi w tym czasie była Marya Rogalińska.
W 1885 roku w Grądach powstała szkoła ludowa pospolita w początkowych latach jako filialna, od 1893 była to jednoklasowa szkoła, a od 1913 dwuklasowa.
9 sierpnia 1894 w wyniku pożaru spłonęły 3 domy oraz zginęło 3 dzieci.
W 1899 roku w Grądach powstało Stowarzyszenie Wyższej Użyteczności Publicznej Straż Ogniowa. 12 lipca 2009 OSP Grądy obchodziła swoje 110-lecie.

### Początek XX wieku i dwudziestolecie międzywojenne

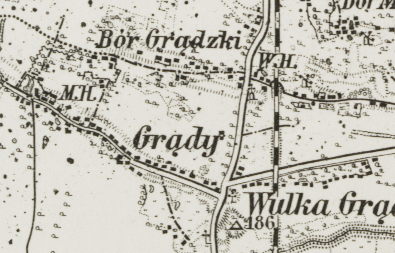
Fragment mapy z 1909 roku.
Literami M.H. oznaczono folwark
Literami W.H. oznaczono karczmę.

Właścicielami wsi w 1904 roku byli Józef i Wincencya Romerowie. Najbliższy telegraf znajdował się w Dąbrowie Tarnowskiej.
W latach pomiędzy 1905 a 1908 rokiem właścicielami wsi zostali Margulies Salomon i 1 współwłaściciel.

Z Kółka rolniczego w Grądach, powiatu dąbrowskiego.
... Nasza wioska stoi od Bolesławia na południowy wschód i do niedawna składała się z dziewięćdziesięciu numerów, smutna, ponura, domki liche, ludek ubogi. Nie było tu szkółki, w którejby się można było nauczyć choć numer na ścianie przeczytać, ale za to była karczma, w której gospodarze więcej prawie mieszkali, niż w domu.
Około roku 1871 skleili jakoś po raz pierwszy szkółkę, w której uczył Jędrzej Marcina, prosty chłopek, kilkoro dzieci sylabizować. Jak się później okazało, ta "nauka" nie tylko że nie przyniosła żadnego owocu, ale dziecięta nauczyły się jeszcze do tego i jąkać.
Następnie około roku 1885 dostaliśmy nauczyciela dekretowego i odtąd też coraz szerzej krewi się nauka naszej dziatwy. Dziś widok naszej wioski zupełnie inny. Domków przybyło drugie tyle, bo posiadamy już dziś około 200 numerów i to domków czystych, wybielonych, czwarta część prawie już pod dachówką, przy każdym kilka drzewek, naprzeciw studzienka, płotki ogrodzone lub zgrabne sztachetki, w ogóle wszystko w najlepszy urządzone sposób. W pośrodku zaś nowa murowana szkoła dwuklasowa z dwoma nauczycielami. Obecnie kierownikiem jest p. Józef Wardzała, pomocnikiem zaś p. Tomasz Patoń.  ...

Według spisu powszechnego z 1910 roku, wieś Grądy liczyła 870 mieszkańców (619 Grądy, 251 Bór Grądzki).
W 1921 roku właścicielem wsi był Samuel Margulies.
W 1926 roku Stany Zjednoczone obchodziły 150-lecie Niepodległości, z tej okazji nauczyciele oraz uczniowie trzyklasowej szkoły powszechnej w Grądach skierowali pismo gratulacyjne do Prezydenta Stanów Zjednoczonych, Calvina Coolidge. Dokument ten został udostępniony na witrynie biblioteki Kongresu Stanów Zjednoczonych.
W 1935 roku pożar zniszczył część wsi.

### Okupacja hitlerowska
Podczas okupacji niemieckiej we wsi działały struktury Armii Krajowej, były to drużyna „Grądy-Wólka Grądzka” z 312 plutonu oraz drużyna „Grądy-Dąbrówki Breńskie” z 360 plutonu WSOP, placówki „Malwina”, obwód Dąbrowa Tarnowska „Drewniaki”, Inspektorat Tarnów „Tama” w Okręgu Kraków.
Na lesistym pagórku w Grądach Granatowa Policja rozstrzelała więźniów aresztu w Mędrzechowie.
W Grądach u Wiktorii Curyło, przez dwa tygodnie ukrywały się cztery żydówki pochodzące z Dąbrówek Breńskich, na skutek donosu żydówki zostały zabrane przez Granatową Policję z Mędrzechowa.

### Historia najnowsza
W 1946 roku wieś została zelektryfikowana.

## Polityka i administracja

### Sołtysi wsi Grądy
- 1945-1947 – Rogowski Stanisław
- 1947-1955 – Olearczyk Bronisław
- 1955-1958 – (pełnomocnik gromadzki) Stokłosa Michał
- 1958-1969 – Struziak Franciszek
- 1969-1990 – Lech Stanisław
- 1990-2019 – Światłowski Kazimierz
- od 2019 – Jurczyk Edyta

### Historyczna przynależność administracyjna
Za czasów I Rzeczypospolitej wieś była w województwie sandomierskim w powiecie wiślickim.
W wyniku I rozbioru Polski od 1772 do 1918 roku wieś znalazła się w Królestwie Galicji i Lodomerii. W latach 1773–1775 wieś była w cyrkule pilzneńskim w dystrykcie Dąbrowa, w latach 1775–1782 w cyrkule pilzneńskim w dystrykcie Tarnów, a od 1782 do 1819 w cyrkule tarnowskim. W 1867 zlikwidowano cyrkuły i wieś znalazła się w powiecie dąbrowskim.
Od 1921 do 1939 roku wieś należała do województwa krakowskiego (województwa południowe; była Galicja) i powiatu dąbrowskiego.
Podczas okupacji niemieckiej w latach 1939–1945 wieś znajdowała się w Generalnym Gubernatorstwie, w dystrykcie krakowskim, w powiecie tarnowskim.
W latach 1945–1975 miejscowość administracyjnie należała do województwa krakowskiego i powiatu dąbrowskiego. W latach 1954–1958 wieś była w gromadzie Wólka Grądzka, a w latach 1958–1972 w Gromadzie Mędrzechów.
W latach 1975–1998 miejscowość administracyjnie należała do województwa tarnowskiego i gminy Mędrzechów.

### Podział administracyjny
| SIMC    | Nazwa       | Rodzaj    |
| ------- | ----------- | --------- |
| 0824072 | Bór Grądzki | część wsi |
| 0824089 | Kacze Niwy  | część wsi |
| 0824095 | Załazie     | część wsi |

## Demografia
|             | Liczba domów | Liczba rodzin | Chłopi | Chałupnicy | Pozostali | Potomstwo męskie | Liczba kobiet | Liczba ludności |
| ----------- | ------------ | ------------- | ------ | ---------- | --------- | ---------------- | ------------- | --------------- |
| Grądy       | 27           | 44            | 9      | 25         | 5         | 44               | 110           | 193             |
| Bór Grądzki | 17           | 32            | 5      | 19         | 3         | 34               | 66            | 127             |

|                   | Budynki mieszkalne | Ludność   | Ludność | Ludność           | Wyznanie    | Wyznanie | Język |
| ----------------- | ------------------ | --------- | ------- | ----------------- | ----------- | -------- | ----- |
| Ogółem            | Budynki mieszkalne | Mężczyźni | Kobiety | rzymskokatolickie | mojrzeszowe | polski   |       |
| Grądy             | 151                | 858       | 413     | 447               | 805         | 53       | 858   |
| Grądy, wieś       | 104                | 580       | 273     | 307               | 537         | 43       | 580   |
| Bór Grądzki, wieś | 47                 | 278       | 140     | 138               | 268         | 10       | 278   |

|                   | Budynki mieszkalne | Ludność   | Ludność | Ludność           | Wyznanie    | Wyznanie | Narodowość | Narodowość |
| ----------------- | ------------------ | --------- | ------- | ----------------- | ----------- | -------- | ---------- | ---------- |
| Ogółem            | Budynki mieszkalne | Mężczyźni | Kobiety | rzymskokatolickie | mojrzeszowe | polska   | żydowska   |            |
| Grądy             | 158                | 742       | 335     | 407               | 713         | 29       | 713        | 29         |
| Grądy, wieś       | 117                | 538       | 246     | 292               | 509         | 29       | 509        | 29         |
| Bór Grądzki, wieś | 41                 | 204       | 89      | 115               | 204         | –        | 204        | –          |

## Obiekty
W centrum wsi znajduje się budynek szkoły, wybudowany w 1947, w budynku tym do 2011 roku mieściła się szkoła podstawowa dla klas I-III oraz przedszkole. Obecnie w budynku tym mieści się Publiczne Przedszkole oraz filia biblioteczna Gminnej Biblioteki Publicznej w Mędrzechowie. Dzieci są przewożone autobusem szkolnym do szkoły podstawowej w Mędrzechowie.
Naprzeciwko budynku szkoły znajduje się obelisk z 1930 roku upamiętniający poległych mieszkańców wsi w I i II wojnie światowej.
Nieopodal szkoły znajduje się Dom Ludowy wzniesiony w 1972 roku, w którym siedzibę ma placówka OSP Grądy. Obok Domu Ludowego znajdował się sklep, teraz w tym miejscu jest garaż dla pojazdów OSP wraz z wiatą.
W pobliżu boiska piłkarskiego był cmentarz choleryczny, w którym pochowano ofiary epidemii cholery z 1873 roku. W miejscu tym znajdował się drewniany krzyż, ale w 2013 roku został postawiony pomnik z metalowym krzyżem.

### Zabytki

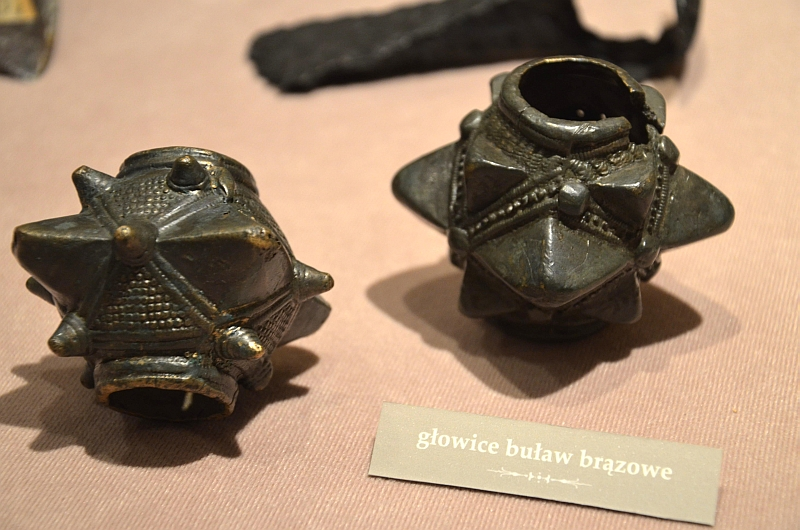
Głowice maczug z brązu

W połowie XIX w. we wsi odnaleziono głowicę ruskiej buławy gwiaździstej pochodzącej prawdopodobnie z XII lub XIII wieku. Przedmiot ten znajduje się w Muzeum Archeologicznym w Poznaniu.
Zabytki ujęte w gminnej ewidencji zabytków:
- Kapliczka murowana z 1869 roku
- Chałupa nr 81 z 1923 roku
- Obelisk z 1930 roku

## Religia
Wieś od początku swojego istnienia należy do rzymskokatolickiej parafii św. Wojciecha w Bolesławiu, natomiast od 1 kwietnia 1973 r. część Boru Grądzkiego (na wschód od drogi powiatowej Dąbrowa Tarnowska-Mędrzechów) należy do parafii Najświętszej Maryi Panny Królowej Polski w Mędrzechowie. Obie parafie należą do dekanatu szczucińskiego, diecezji tarnowskiej w metropolii krakowskiej.

### Kapliczki, krzyże i figury przydrożne
- Kapliczka murowana z 2000 roku – Bór Grądzki

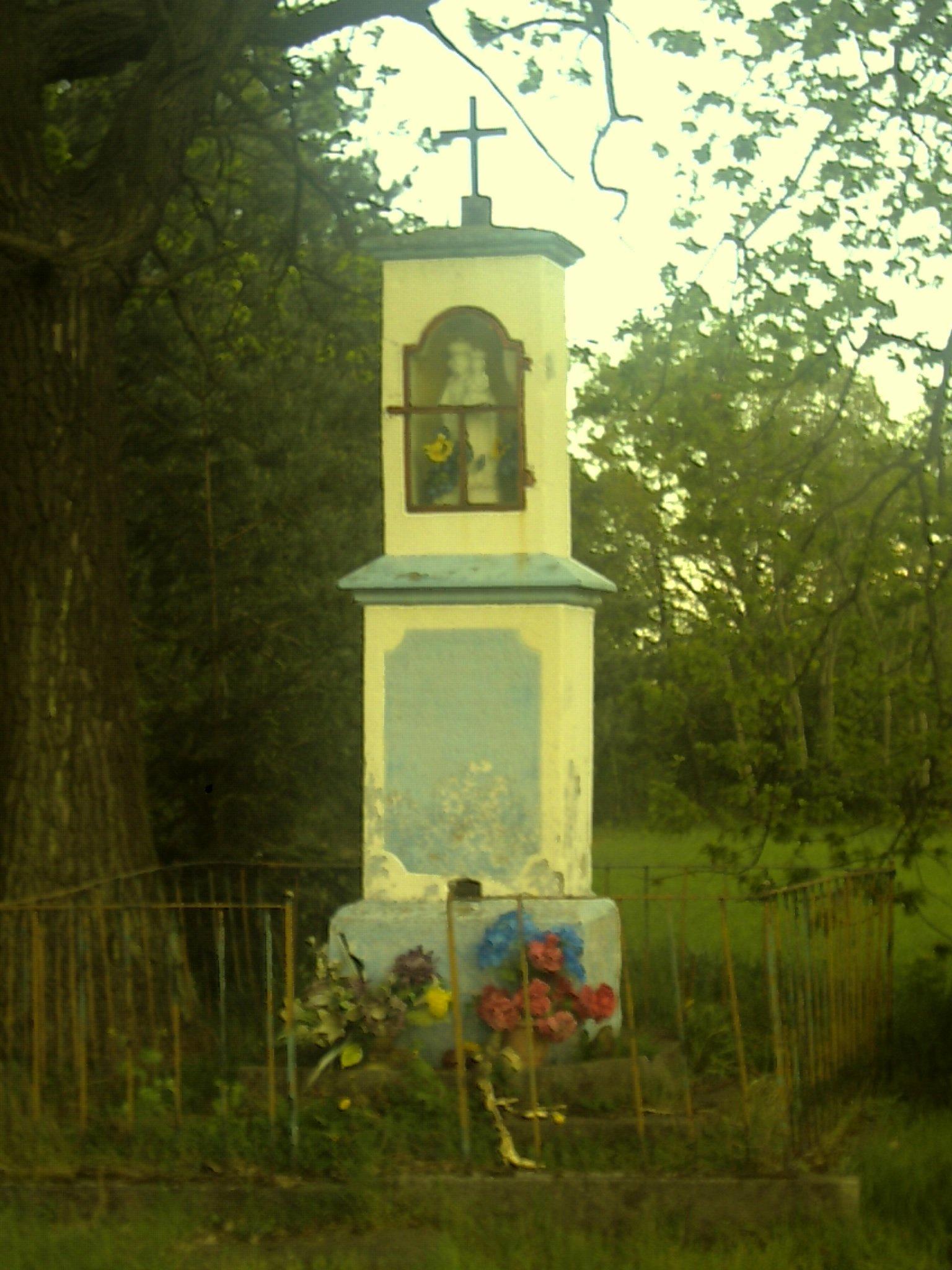
Kapliczka słupowa przydrożna z figurą Matki Boskiej z Dzieciątkiem w Grądach (Bór Grądzki). Ufundowana w 1869 roku przez rodzinę Lekarczyków z Mędrzechowa.
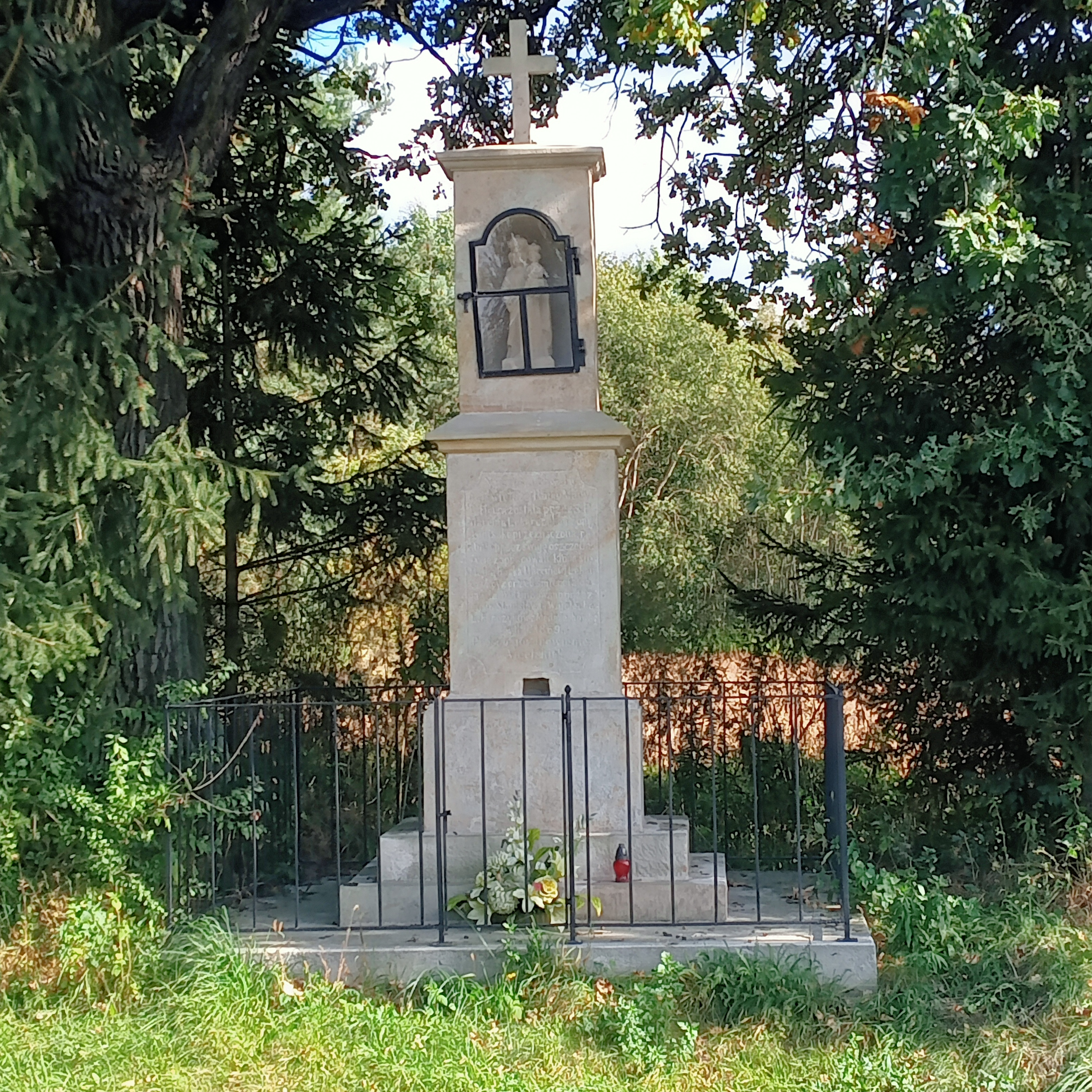
Kapliczka z 1869 roku - Bór Grądzki. Odnowiona w 2021 roku.
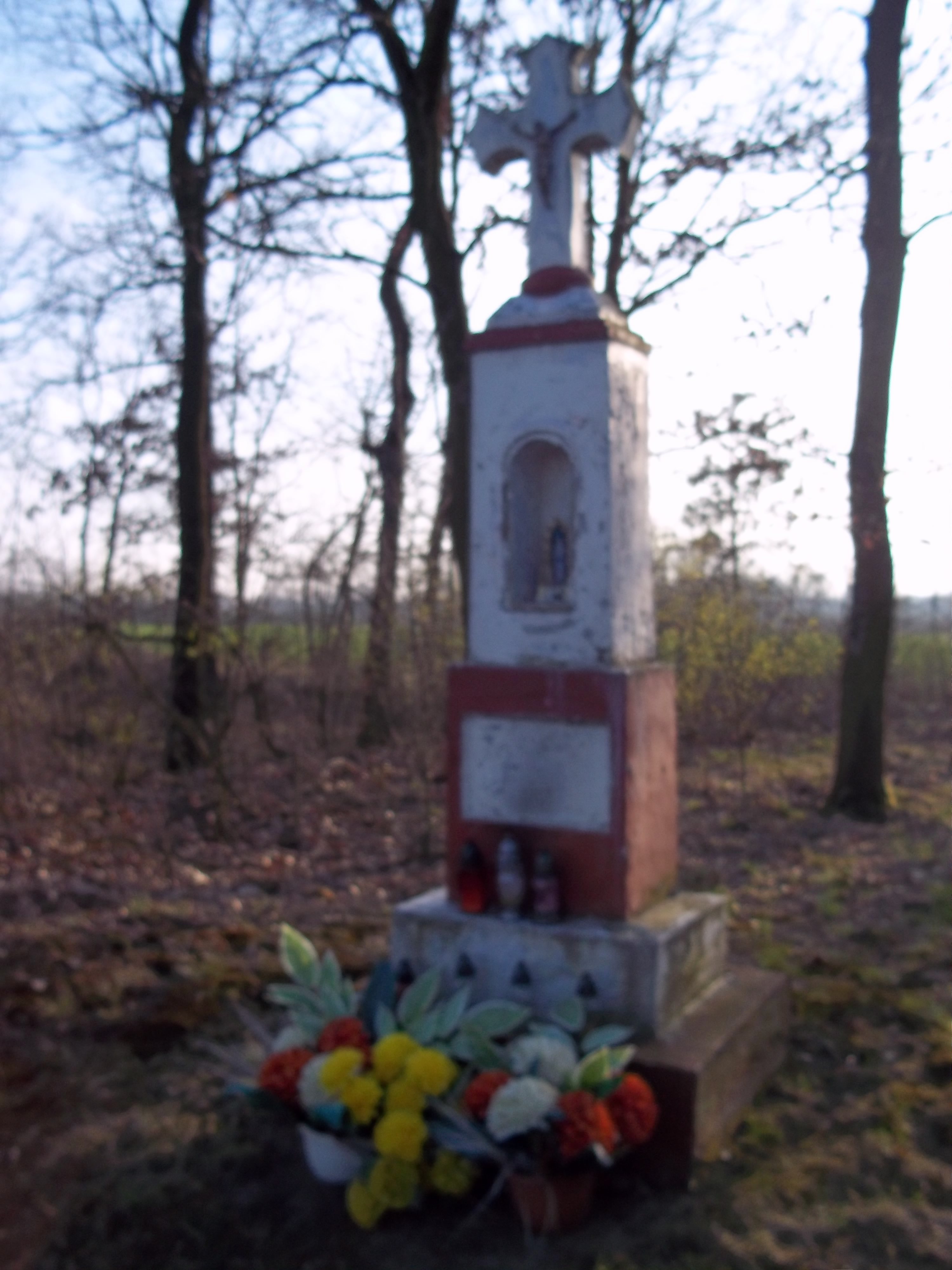
Kapliczka na miejscu cmentarza cholerycznego z okresu I wojny światowej w Grądach – Kacze Niwy. Wzniesiona w 1959 z fundacji Jana Czupryny w miejsce krzyża drewnianego.
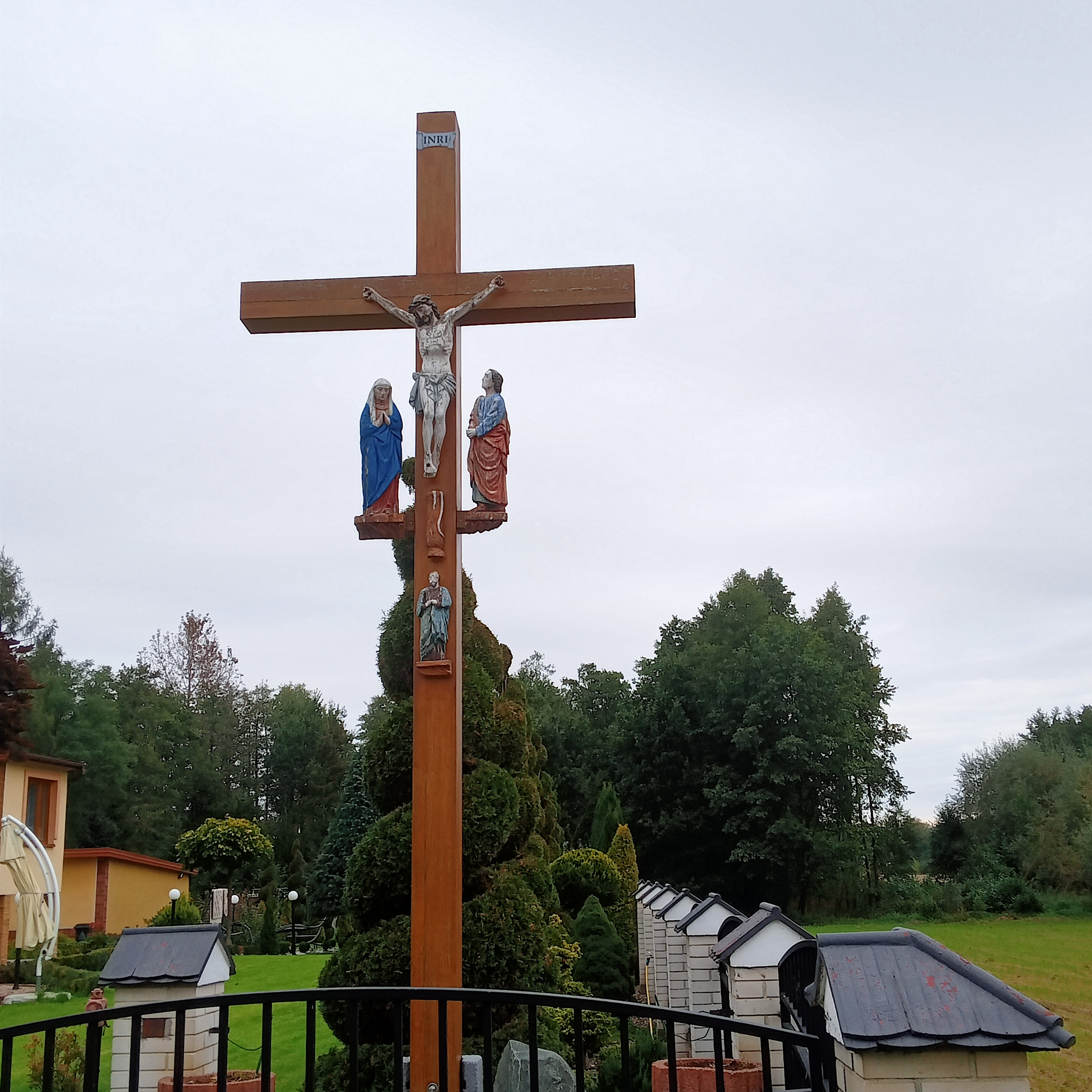
Krzyż przydrożny w centrum wsi z 1950 roku wykonany przez Stanisława Korca. W 2019 krzyż został odnowiony.
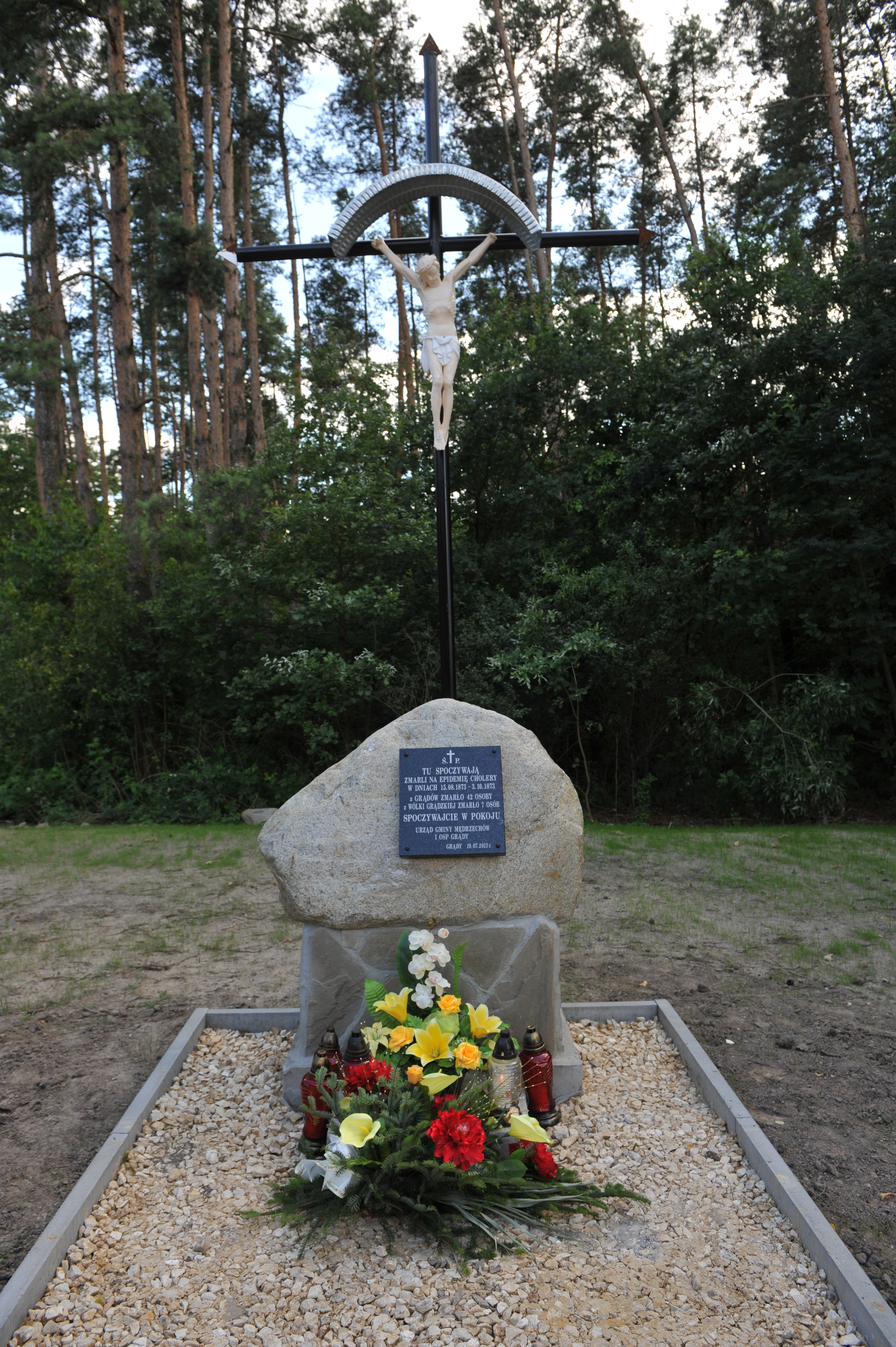
Krzyż na miejscu cmentarza cholerycznego z 1873 roku – w pobliżu boiska sportowego

## Kultura
W 2013 roku na Listę produktów tradycyjnych zostały wpisane pochodzące z Grądów „Blachorze” (placki z mąki pszennej i kwaśnego mleka pieczone na piecu z blachą do gotowania).

## Komunikacja
Przez przysiółek Bór Grądzki od strony wschodniej przebiega nieczynna od 3 kwietnia 2000 linia kolejowa nr 115 (Szczucinka) łącząca Tarnów ze Szczucinem. Najbliższe stacje kolejowe to Dąbrówki Breńskie oraz Mędrzechów.
Wieś przecinają drogi powiatowe: 1307K Swarzów – Mędrzechów – Delastowice, 1308K Bolesław – Grądy – Wola Mędrzechowska.
Do 1 listopada 2006 do Grądów dojechać można było autobusami PKS Tarnów, teraz dojechać można prywatnym przewoźnikiem – Firmą Transportową CZOSNYKA.

## Sport
AVA Grądy – polski klub piłkarski z siedzibą w Grądach.
Klub piłkarski „LZS AVA Grądy” utworzony został w 1984 roku.
Zespół rozgrywa domowe mecze na boisku piłkarskim w Grądach.

### Sponsorzy strategiczni
DANTRANS Daniel Wielgus

Sun Pro Energy Sp. z o.o.

### Trenerzy
Salvatore Sazio - z pochodzenia Włoch, grał w drużynach młodzieżowych SSC Napoli.

### Sezony
| Sezon     | poziom  | Poz. | Pkt | M  | Z  | R | P  | Gzd | Gst | uwagi  |
| --------- | ------- | ---- | --- | -- | -- | - | -- | --- | --- | ------ |
| 1998/1999 | Klasa A | 4    | 29  | 20 | –  | – | –  | 36  | 32  |        |
| 1999/2000 | Klasa A | 11   | 23  | 26 | –  | – | –  | 45  | 64  |        |
| 2000/2001 | Klasa A | 10   | 28  | -  | –  | – | –  | 55  | 53  |        |
| 2001/2002 | Klasa A | 7    | 39  | 26 | –  | – | –  | 52  | 53  |        |
| 2002/2003 | Klasa A | 12   | 26  | 26 | 7  | 5 | 14 | 14  | 76  | spadek |
| 2003/2004 | Klasa B | 6    | 39  | 24 | 12 | 3 | 9  | 59  | 56  |        |
| 2004/2005 | Klasa B | 5    | 41  | 26 | 13 | 2 | 11 | 58  | 54  |        |
| 2005/2006 | Klasa B | 3    | 43  | 20 | 13 | 4 | 3  | 69  | 24  |        |
| 2006/2007 | Klasa B | 4    | 35  | 18 | 11 | 2 | 5  | 51  | 28  |        |
| 2007/2008 | Klasa B | 4    | 33  | 18 | 10 | 3 | 5  | 62  | 34  |        |
| 2008/2009 | Klasa B | 1    | 52  | 20 | 17 | 1 | 2  | 70  | 20  | awans  |
| 2009/2010 | Klasa A | 7    | 46  | 30 | 14 | 4 | 12 | 64  | 69  |        |
| 2010/2011 | Klasa A | 13   | 26  | 30 | 8  | 2 | 20 | 49  | 83  |        |
| 2011/2012 | Klasa A | 14   | 27  | 30 | 6  | 9 | 15 | 31  | 77  |        |
| 2012/2013 | Klasa A | 16   | 19  | 30 | 5  | 4 | 21 | 35  | 91  | spadek |
| 2013/2014 | Klasa B | 6    | 19  | 16 | 6  | 1 | 9  | 33  | 42  |        |
| 2014/2015 | Klasa B | 4    | 25  | 20 | 7  | 4 | 9  | 47  | 55  |        |
| 2015/2016 | Klasa B | 4    | 9   | 7  | 3  | 0 | 4  | 17  | 24  |        |
| 2015/2016 | Klasa B | 3    | 26  | 14 | 7  | 5 | 2  | 37  | 26  |        |
| 2016/2017 | Klasa B | 1    | 67  | 26 | 22 | 1 | 3  | 95  | 18  | awans  |
| 2017/2018 | Klasa A | 2    | 60  | 30 | 19 | 3 | 8  | 72  | 50  |        |
| 2018/2019 | Klasa A | 4    | 53  | 30 | 16 | 5 | 9  | 65  | 46  |        |
| 2019/2020 | Klasa A | 6    | 26  | 15 | 8  | 2 | 5  | 31  | 30  |        |
| 2020/2021 | Klasa A | 3    | 65  | 32 | 20 | 5 | 7  | 88  | 44  |        |
| 2021/2022 | Klasa A | 7    | 49  | 30 | 15 | 4 | 11 | 54  | 51  |        |
| 2022/2023 | Klasa A | 4    | 55  | 30 | 16 | 7 | 7  | 90  | 54  |        |
| 2023/2024 | Klasa A | 2    | 52  | 26 | 16 | 4 | 6  | 79  | 44  |        |
| 2024/2025 | Klasa A | 1    | 66  | 26 | 21 | 3 | 2  | 102 | 32  | awans  |

- AVA Grądy na 90minut.pl

## Osoby związane z Grądami
- ks. Władysław Olearczyk (1907–1942) – ksiądz, więzień obozu koncentracyjnego Auschwitz, później więzień KL Dachau, gdzie zmarł[65].
- Stanisław Słupek (1914–2000) – poeta, redaktor w Polskim Radiu w Krakowie, współtwórca i pierwszy redaktor naczelny tygodnika „Wieści”[66].
- Jan Niejadlik (1921–2006) – doktor nauk prawnych, sędzia Sądu Najwyższego, odznaczony m.in.: Złotym Krzyżem Zasługi (1964 r.), Krzyżem Kawalerskim Orderu Odrodzenia Polski (1973 r.) oraz Oficerskim Krzyżem Orderu Odrodzenia Polski (1984 r.)[67].
- Jan Zych (ur. 1949) – artysta fotograf